# Projet Pieuvre

Projet Pieuvre est une websérie quotidienne française mettant en scène des moments de vie de personnages LGBT. Elle est créée en 2018 par Arthur Vauthier, passe le cap des 1000 épisodes en mai 2021 et s'arrête le 9 août 2022 après 1440 épisodes.

## Concept et diffusion
Chaque épisode, diffusé sur Instagram, est un instant de vie. Les épisodes sont diffusés chaque jour, à l'heure où ils se déroulent, et durent 60 secondes précisément. La série explore et représente plusieurs facettes de l'existence de toute une galerie de personnages.

## Accueil
Matthieu Écoiffier pour Libération évoque une série qui « innove », la compare à Sex and the City et souligne  sa « mélancolie ».